# 1851 en Suisse
Chronologie de la Suisse
- 1847
- 1848
- 1849
- 1850
- 1851
- 1852
- 1853
- 1854
- 1855

Cette page concerne l'année 1851 du calendrier grégorien en Suisse.

## Gouvernement au1erjanvier 1851
- Conseil Fédéral:[1]
  - Jonas Furrer (PRD),
  - Wilhelm Matthias Naeff (PRD),
  - Friedrich Frey-Herosé (PRD)
  - Stefano Franscini (PRD)
  - Daniel-Henri Druey (PRD),
  - Ulrich Ochsenbein (PRD)
  - Martin J. Munzinger (PRD)

## Évènements

### Mai
- 22 mai : échec d’une insurrection des catholiques contre le gouvernement radical de Fribourg, en Suisse, menée par Nicolas Carrard[2].

### Octobre
- 26 octobre : élections fédérales suisses pour élire les 120 députés siégeant au Conseil national (chambre basse).